# العلاقات الإسبانية البلجيكية
العلاقات الإسبانية البلجيكية هي العلاقات الثنائية التي تجمع بين إسبانيا وبلجيكا.

## مقارنة بين البلدين
هذه مقارنة عامة ومرجعية للدولتين:
| وجه المقارنة                                              | إسبانيا                                                                             | بلجيكا                                                                              |
| --------------------------------------------------------- | ----------------------------------------------------------------------------------- | ----------------------------------------------------------------------------------- |
| المساحة (كم2)                                             | 505.99 ألف                                                                          | 30.53 ألف                                                                           |
| عدد السكان (نسمة)                                         | 46.73 مليون                                                                         | 11.37 مليون                                                                         |
| الكثافة السكانية (ن./كم²)                                 | 92.35                                                                               | 372.42                                                                              |
| العاصمة                                                   | مدريد                                                                               | بروكسل                                                                              |
| اللغة الرسمية                                             | اللغة الإسبانية، اللغة الغاليسية، لغة بشكنشية، اللغة الكتالونية، اللغة الأوكسيتانية | اللغة الهولندية، لغة فرنسية، اللغة الألمانية                                        |
| العملة                                                    | يورو، بيزيتا إسبانية                                                                | يورو، فرنك بلجيكي                                                                   |
| الناتج المحلي الإجمالي (بليون دولار)                      | 1.31 تريليون                                                                        | 492.68 مليار                                                                        |
| الناتج المحلي الإجمالي (تعادل القوة الشرائية) بليون دولار | 1.77 تريليون                                                                        | 514.74 مليار                                                                        |
| الناتج المحلي الإجمالي الاسمي للفرد دولار أمريكي          | 28.16 ألف                                                                           | 40.32 ألف                                                                           |
| الناتج المحلي الإجمالي للفرد دولار أمريكي                 | 38.00 ألف                                                                           | 43.44 ألف                                                                           |
| مؤشر التنمية البشرية                                      | 0.876                                                                               | 0.890                                                                               |
| رمز المكالمات الدولي                                      | +34                                                                                 | +32                                                                                 |
| رمز الإنترنت                                              | .es                                                                                 | .be                                                                                 |
| المنطقة الزمنية                                           | ت ع م+01:00، ت ع م+02:00                                                            | توقيت وسط أوروبا، ت ع م+01:00، ت ع م+02:00، توقيت وسط أوروبا الصيفي، أوروبا/بروكسل ‏ |

## مدن متوأمة
في ما يلي قائمة باتفاقيات التوأمة بين مدن إسبانية وبلجيكية:
- ترتبط برغش مع بروج باتفاقية توأمة.
- ترتبط مدريد مع بروكسل باتفاقية توأمة منذ 19 يناير 1982.[18][19][18][19]
- ترتبط برشلونة مع أنتويرب باتفاقية توأمة منذ 1984.
- ترتبط Guadamur [الإنجليزية]‏ مع تورناي باتفاقية توأمة.
- ترتبط Carcaixent [الإنجليزية]‏ مع Eeklo [الإنجليزية]‏ باتفاقية توأمة.
- ترتبط ليناريس مع سيراين باتفاقية توأمة.
- ترتبط ألتيا مع هوفاليز باتفاقية توأمة.
- ترتبط قرطبة مع لا لوفيير باتفاقية توأمة منذ 1989.
- ترتبط سانتا كولوما دي جرامانيت مع هيرستال باتفاقية توأمة.
- ترتبط شلوقة مع كوكلبرغ [الإنجليزية]‏ باتفاقية توأمة.
- ترتبط سلامنكا مع بروج باتفاقية توأمة منذ 1980.

## منظمات دولية مشتركة
يشترك البلدان في عضوية مجموعة من المنظمات الدولية، منها:
| علم المنظمة | اسم المنظمة                                  | تاريخ انضمام إسبانيا | تاريخ انضمام بلجيكا |
| ----------- | -------------------------------------------- | -------------------- | ------------------- |
|             | اتفاقية السماوات المفتوحة                    | ?                    | ?                   |
|             | منظمة التجارة العالمية                       | ?                    | ?                   |
|             | Organisation for Joint Armament Cooperation ‏ | ?                    | ?                   |
|             | حلف شمال الأطلسي                             | 30 مايو 1982         | 4 أبريل 1949        |
|             | الاتحاد الدولي للاتصالات                     | 1866                 | 1866                |
|             | مجلس أوروبا                                  | ?                    | ?                   |
|             | وكالة الفضاء الأوروبية                       | ?                    | ?                   |
|             | مجموعة أستراليا                              | 1985                 | 1985                |
|             | المنظمة الأوروبية لسلامة الملاحة الجوية      | 1997                 | 1960                |
|             | الاتحاد الأوروبي                             | 1986                 | 25 مارس 1957        |
|             | الاتحاد البريدي العالمي                      | ?                    | ?                   |
|             | مؤسسة التنمية الدولية                        | 18 أكتوبر 1960       | 2 يوليو 1964        |
|             | وكالة ضمان الاستثمار متعدد الأطراف           | 29 أبريل 1988        | 18 سبتمبر 1992      |
|             | منظمة الشرطة الجنائية الدولية                | ?                    | ?                   |
|             | المنظمة الهيدروغرافية الدولية                | ?                    | ?                   |
|             | البنك الإفريقي للتنمية                       | ?                    | ?                   |
|             | مجموعة الموردين النوويين                     | ?                    | ?                   |
|             | مركز تنسيق الحركة في أوروبا ‏                 | ?                    | ?                   |
|             | European Air Transport Command ‏              | ?                    | ?                   |
|             | الأمم المتحدة                                | 14 ديسمبر 1955       | 27 ديسمبر 1945      |
|             | منظمة التعاون الاقتصادي والتنمية             | ?                    | ?                   |
|             | المرصد الأوروبي الجنوبي                      | 2006                 | 1962                |
|             | يونسكو                                       | 30 يناير 1953        | 29 نوفمبر 1946      |
|             | منظمة حظر الأسلحة الكيميائية                 | ?                    | ?                   |
|             | نظام تحكم تكنولوجيا القذائف                  | 1990                 | 1990                |
|             | مؤسسة التمويل الدولية                        | 24 مارس 1960         | 27 ديسمبر 1956      |
|             | بنك التنمية الآسيوي                          | 1986                 | 1966                |
|             | البنك الدولي للإنشاء والتعمير                | 15 سبتمبر 1958       | 27 ديسمبر 1945      |
|             | الفريق المعني برصد الأرض                     | ?                    | ?                   |
|             | الوكالة الدولية للطاقة                       | ?                    | ?                   |
|             | منظمة الأمن والتعاون في أوروبا               | 25 يونيو 1973        | 25 يونيو 1973       |
|             | المركز الدولي لتسوية المنازعات الاستشارية    | 17 سبتمبر 1994       | 26 سبتمبر 1970      |

## أعلام
هذه قائمة لبعض الشخصيات التي تربطها علاقات بالبلدين:
- إيزابيلا من النمسا (ملكة الدنمارك-النرويج، 18 يوليو 1501 – 19 يناير 1526[32])
- فيليب الثالث ملك إسبانيا (14 أبريل 1578[33] – 31 مارس 1621[34][33][35])
- فيليب الثاني ملك إسبانيا (21 مايو 1527[36] – 13 سبتمبر 1598[37][38][39])
- كارلوس الخامس (إمبراطور روماني مقدس وملك إسبانيا ودوق بورغندي، 24 فبراير 1500[40] – 21 سبتمبر 1558[40])
- كيفن ميرالاس (لاعب كرة قدم بلجيكي، 5 أكتوبر 1987 – )
- يانيك فيريرا كاراسكو (لاعب كرة قدم، 4 سبتمبر 1993[41] – )

## وصلات خارجية
- موقع وزارة الخارجية الإسبانية
- موقع وزارة الخارجية البلجيكية